# Конрад Голл
Конрад Голл (англ. Conrad L. Hall; 21 червня 1926, Папеете — 4 січня 2003, Санта-Моніка) — американський кінооператор, один із провідних майстрів Голлівуда. Член Американського товариства кінематографістів. Тричі ставав лауреатом «Оскара», був також власником трьох премій BAFTA. Один з шести кінооператорів, чию зірку можна знайти на Голлівудській алеї слави.

## Біографія і творчість
Народився на Таїті. Син письменника Джеймса Нормана Голла, автора трилогії про «Баунті», який після Першої світової війни жив і писав на Таїті (де в наш час[коли?] діє його меморіальний музей). Дружина Джеймса і мати Конрада була наполовину полінезійкою. Конрад, названий на честь Джозефа Конрада, збирався вивчати журналістику в Університеті Південної Каліфорнії, але незабаром перейшов в університетську кіношколу, яку і закінчив у 1949 році. Працював у документальному кіно і на телебаченні, в тому числі — з майстром горору Леслі Стівенсом, з яким зняв телесеріал «За межею можливого» (1963—1965) і фільм «Інкуб» (1965), які стали культовими. Надалі працював для великих кінокомпаній.
Загалом зняв понад 40 фільмів, багато з яких отримали престижні премії. У числі іншого, був одним з операторів картини Льюїса Майлстоуна «Заколот на Баунті» (1962), знятої за романом його батька.
Помер від раку сечового міхура в 2003 році.
Син — кінооператор Конрад У. Голл (нар. 1958).

## Вибрана фільмографія
- «На схід від Раю» /East of Eden(1955, Еліа Казан, один з операторів)
- 1960 «Пригоди Гекльберрі Фінна» / The Adventures of Huckleberry Finn (реж. Майкл Кертіс)
- «Морітурі» /Morituri(1965, Бернхард Вікі, номінація на Оскар за найкращу операторську роботу)
- 1966 «Професіонали» /The Professionals (реж. Річард Брукс, номінація на «Оскар» за найкращу операторську роботу)
- 1967 «Холоднокровне вбивство» / In Cold Blood (Річард Брукс, за книгою Трумана Капоте, номінація на «Оскар» за найкращу операторську роботу)
- 1967 «Холоднокровний Люк» / Cool Hand Luke (реж. Стюарт Розенберг)
- «Пекло на Тихому океані» /Hell in the Pacific(1968, Джон Бурман)
- «Буч Кессіді і Санденс Кід» /Butch Cassidy and the Sundance Kid(1969, Джордж Рой Хілл, «Оскар» і премія «BAFTA» за найкращу операторську роботу)
- «Щасливий кінець» /The Happy Ending(1969, Річард Брукс)
- «Жирне місто» /Fat City(1972, Джон Х'юстон)
- «День сарани» /The Day of the Locust(1975, Джон Шлезінгер, за романом Натаніела Уеста)
- «Марафонець» /Marathon Man(1976, Джон Шлезінгер)
- «Чорна вдова» /Black Widow(1987, Боб Рафелсон)
- «П'яний світанок» /Tequila Sunrise(1988, Роберт Таун, номінація на «Оскар» за найкращу операторську роботу)
- «Колективний позов» /Class Action(1991, Майкл Ептед)
- «Дженніфер 8» /Jennifer Eight(1992, Брюс Робінсон, спеціальна премія журі на фестивалі детективного кіно в м. Коньяк)
- «У пошуках Боббі Фішера» /Searching for Bobby Fischer(1993, Стівен Зейлліан, номінація на «Оскар», премія Американського товариства кінематографістів, «Бронзова жаба» на кінофестивалі в Лодзі)
- «Без кордонів» /Without Limits(1998, Роберт Таун)
- «Цивільний позов» /A Civil Action(1998, Стівен Зейлліан, номінація на «Оскар» за найкращу операторську роботу)
- «Сонна лощина» /Sleepy Hollow(1999, Тім Бертон, художник-постановник)
- «Краса по-американськи» /American Beauty(2000, Сем Мендес, «Оскар», премія «BAFTA», премія Американського товариства кіноматографістів, премія Британського товариства кінематографістів, премія Національного товариства кінокритиків США за найкращу операторську роботу, ряд інших нагород і номінацій)
- «Проклятий шлях» /Road to Perdition(2002, Сем Мендес, «Оскар», премія «BAFTA», премія Американського товариства кінематографістів, «Золота жаба» на фестивалі в Лодзі, ряд інших номінацій та премій)